# مارشال ماغواير
مارشال ماغواير (بالإنجليزية: Marshall McGuire)‏ هو موزع أسترالي، ولد في 1965.

## وصلات خارجية
- الموقع الرسمي
- مارشال ماغواير على موقع ميوزك برينز (الإنجليزية)
- مارشال ماغواير على موقع ديسكوغز (الإنجليزية)